# Isabel de Nàpols
Isabel d'Aragó i Sforza, més coneguda amb el nom d'Isabel de Nàpols (Nàpols, Regne de Nàpols 1470 - Bari 1524), princesa napolitana que va ser duquessa de consort de Milà des de 1.489 fins a 1494, i des de 1.499 fins a 1.524 duquessa de Bari i princesa de Rossano. Després de la mort del seu germà, va ser l'hereva de la reivindicació de Brienne al títol del regne de Jerusalem

## Orígens familiars
Va néixer el 2 d'octubre de 1470 a la ciutat de Nàpols sent la segona filla del rei Alfons II de Nàpols i Ippòlita Maria Sforza. Fou neta per línia paterna de Ferran I de Nàpols i Isabel de Chiaramonte, i per línia materna de Francesc I Sforza i Blanca Maria Visconti. Fou germana, així mateix, de Ferran II de Nàpols.
Morí l'11 de febrer de 1524 a la ciutat de Bari, sent enterrada a l'església de Sant Domèncec el Major de Nàpols.

## Núpcies i descendents
Es casà el 2 de febrer de 1489 amb el seu cosí germà Joan Galeàs Sforza', que era en aquell moment el duc de Milà. Tanmateix, el seu oncle Ludovico Sforza, va ser el governant de facto. D'aquesta unió nasqueren:
- Francesc Sforza (el duquet) (1491-1512), religiós, que va ser portat a França per El rei Lluís XII. El 1499
- Ippòlita Maria Sforza (1490-1501)
- Bona Sforza (1495-1558), casada el 1518 amb Segimon I Jagelló el Vell de Polònia
- Bianca Maria (1495-1496).

Dels seus tres fills, només Bona li va sobreviure.
Isabel va sobreviure a Francesc, que va morir el 1512 en caure del seu cavall.

## Duquessa consort

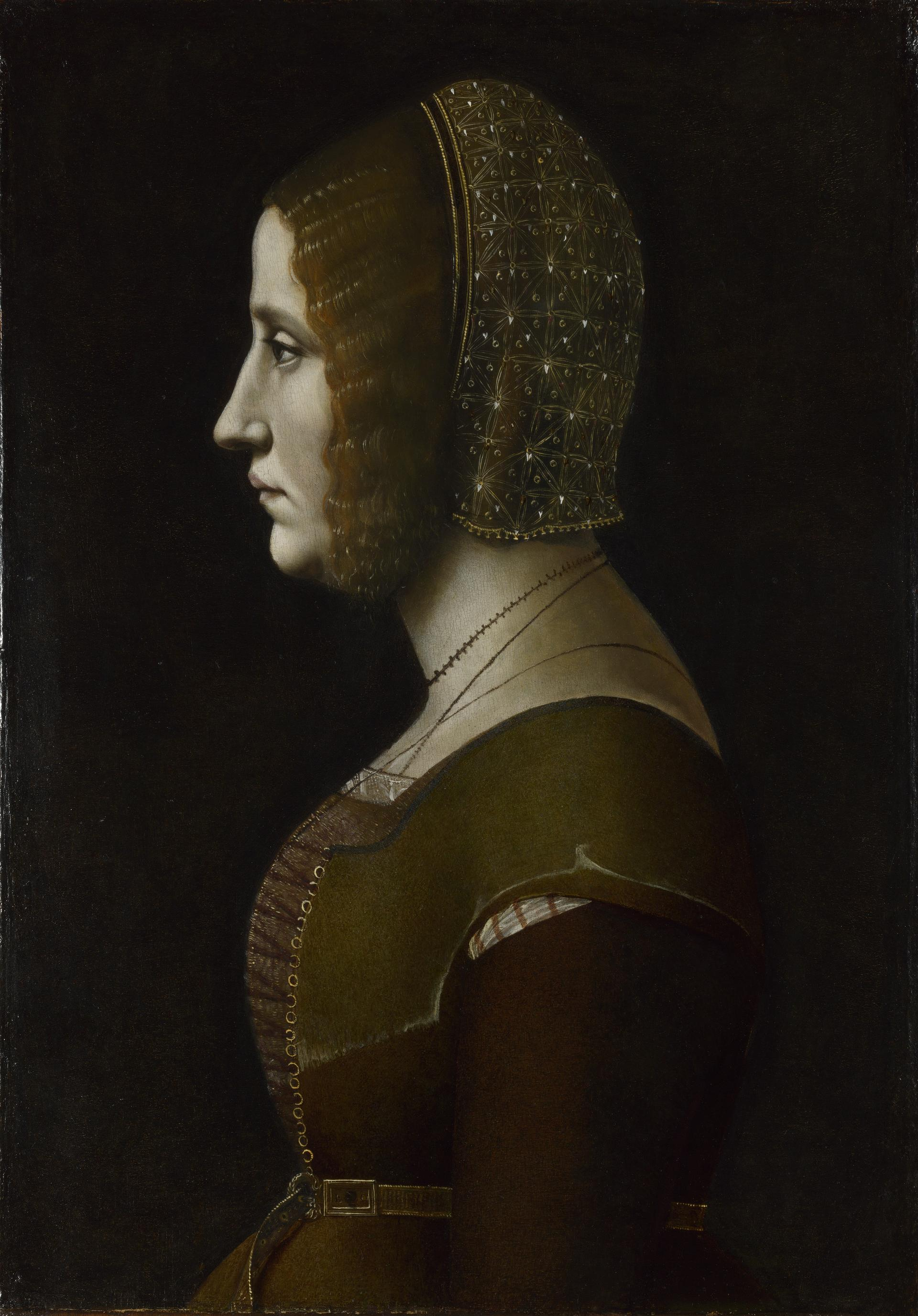
Giovanni Ambrogio de Predis, c. 1495 - 1499, National Gallery (Londres).

Duquessa consort del ducat de Milà des del seu casament i fins a la mort del seu marit, el 1495 retornà al Regne de Nàpols, establint-se a Bari d'on l'any 1499 fou nomenada duqessa de Bari i princesa de Rossano.
A la mort del seu germà Ferran II de Nàpols es va convertir en la pretendent al títol de rei de Jerusalem a través de la línia napolitana.

## Model de Leonardo da Vinci
Durant molts anys s'ha senyalat a Isabel com un dels possibles models per a la Mona Lisa de Leonardo da Vinci, fet possible, ja que Leonardo fou el pintor de la cort del duc de Milà durant 11 anys.
A la dècada de 1970 Robert Payne va ser el primer e suggerir que Isabel havia estat la model de la Mona Lisa , el retrat de Leonardo da Vinci. La model reconeguda tradicionalment era Lisa Gherardini o Lisa del Giocondo.
La historiadora Maike Vogt-Lüerssen, sosté al seu llibre publicat el 2003 d'acord amb Payne, que l'esquema en el vestit verd que duu Mona Lisa és propi de la Dinastia Sforza. Segons la seva teoria, el retrat anomenat "Mona Lisa" fou el primer retrat oficial de la nova duquessa de Milà. el descobriment d'una nota d'Agostino Vespucci el 2005, s'ha utilitzat com argument per desmentir aquesta teoria. Això no obstant, atès que Vespucci no proporciona cap descripció de la pintura, podria referir-se a qualsevol de les pintures de retrat femení de Leonardo de l'època.
El retrat pintat per Rafael, i situat avui dia a la Galeria Doria-Pamphilj de Roma, mostra una gran semblança amb Isabel de Nàpols. El vestit de la dama data d'entre 1515 i 1525, i la jove de cabell clar mostra els símbols de la Casa milanesa dels Sforza: l'arc i els colors vermell i blanc.